# Cyathula lindaviana
Cyathula lindaviana är en amarantväxtart som beskrevs av Lopr.. Cyathula lindaviana ingår i släktet Cyathula, och familjen amarantväxter. Inga underarter finns listade i Catalogue of Life.